# The Chain (film)
Pour les articles homonymes, voir The Chain.
Pour plus de détails, voir Fiche technique et Distribution.
The Chain est un film britannique réalisé par Jack Gold, sorti en 1984.

## Fiche technique
- Musique : Stanley Myers
- Décors : Peter Murton
- Costumes : Tudor George
- Photographie : Wolfgang Suschitzky
- Montage : Bill Blunden
- Langue : anglais

## Distribution
- Denis Lawson : Keith
- Rita Wolf : Carrie
- Phyllis Logan : Alison
- David Troughton : Dudley
- Jade Magri : Tasha
- Maurice Denham : Grandpa
- Nigel Hawthorne : M. Thorn
- Anna Massey : Betty
- Billie Whitelaw : Mme Andreos
- Judy Parfitt : Deidre
- John Rowe (en) : Alex
- Matthew Blakstad : Mark
- Charlotte Long : Rosemary
- Leo McKern : Thomas
- Herbert Norville : Des
- Carmen Munroe : la mère de Des
- Ron Pember : Stan
- Warren Mitchell : Bamber
- Bernard Hill : Nick
- Gary Waldhorn : Tornado
- Graham Jarvis : Foxx